# Vogel Rok
Vogel Rok is een volledig overdekte achtbaan in het Nederlandse attractiepark de Efteling en staat in het themagebied Reizenrijk. De attractie, gebouwd door Vekoma, is een Custom MK-900 coaster. Hij werd geopend op 9 april 1998.

## Thema en technische gegevens
De naam van de attractie is ontleend aan de vogel Roc uit de sprookjes van 1001 Nacht. Ook de aankleding van de rit, de wachtrij en de directe omgeving van het attractiegebouw vallen binnen dit thema.
Een rit duurt 1 minuut en 41 seconden. De achtbaan heeft een topsnelheid van 65 kilometer per uur en de maximale g-kracht die men tijdens de rit ervaart is 3,5 g (positief). De baan zelf is 20 meter hoog, met een daling van 19 meter. De top van het gebouw is 25 meter hoog. Elk karretje van de achtbaan is voorzien van luidsprekers waardoor tijdens de rit muziek te horen is. Deze muziek is geschreven door Ruud Bos.
In totaal kostte Vogel Rok 28 miljoen gulden, waarmee het destijds de duurste attractie in het park was.
Kort na de afdaling wordt er een onride-foto van de bezoekers genomen.

## Geschiedenis
In het openingsjaar werd de attractie nogal koel ontvangen door het publiek. Van de beloofde speciale effecten was nog niet veel te merken. Daarom werd Vogel Rok in 1999 al flink verbouwd. Zo werden er een aantal grote effecten aan de rit toegevoegd, waaronder lasers en een gigantisch model van een slangenkop. Tijdens de rit gaan de karretjes door diens opengesperde bek. De laatste bocht van de achtbaan werd aangekleed met een tunnel met glasvezelverlichting, die het Dal der Diamanten uit het verhaal voorstelt.
Begin 2007 werd de attractie voor een budget van 300.000 euro opnieuw verbouwd. Het ging ditmaal enkel om de wachtruimtes en de route naar en plaats van de uitgang en fotobalie. De ontwerpen voor de nieuwe wachtrij zijn door Karel Willemen gemaakt. De achtbaanrit zelf bleef ongemoeid.
Begin 2015 had de achtbaan, die normaal met drie treinen rijdt, problemen met het comfort. Als er met alle drie de treinen gereden werd, moesten de treinen nogal bruusk remmen in de tunnel op het einde van de rit. De Efteling besloot daarom om met slechts twee treinen te rijden en zo het probleem te vermijden.
In het najaar van 2018 is de achtbaan opnieuw onder handen genomen. Het remprobleem is opgelost, waardoor de derde trein is teruggekeerd op de baan. Ook zijn de onboard-speakers vervangen, en zijn er speciale geluidseffecten aan de track toegevoegd, zoals het geluid van een krijsende vogel. Zowel de liftheuvel als de laatste bocht is in dezelfde periode aangepakt, onder meer door de bovengenoemde lasers te vervangen door een misteffect.
Ter ere van het 25-jarig jubileum wordt in de opstaphal in april 2023 de muziek van de oude lasershow, "Standing in Motion" van Yanni, gedraaid.
In 2023 is de instaphal muziek teruggekeerd in de achtbaantrein.
Op 12 maart 2025 is een trein van de Vogel Rok teruggerold op de baan nadat er een wiel afbrak. Hierdoor zaten bezoekers een half uur tot 45 minuten vast.

## Ritbeschrijving
Nadat je onder de grote vogel op het voorplein doorgelopen bent, zie je links een verlaagd 'tuintje' waar een schedel van de Rok en het algemene informatiebord van de attractie te zien zijn. Je vervolgt je weg en betreedt een grot die ondersteund wordt door olifantenbotten. Je slaat rechtsaf, waar aan het einde van de gang een enorm ei in een nest boven de doorgang ligt. Hier onderdoor gelopen zijnde, voert een trap je naar boven en vrijwel direct weer naar beneden de opstaphal in. Hier moet op drukke dagen soms nog gewacht worden in de aanwezige meandering, waar enkele speciale effecten te zien zijn, zoals het zo nu en dan dimmen van de lichten als je de Rok hoort overvliegen. Tevens is hier de enige directe verwijzing naar Sinbad de Zeeman aanwezig, in de vorm van een schilderij aan de muur.
Als je bent ingestapt in het karretje en de beugels door een medewerker gecontroleerd zijn, begint de rit: de trein gaat een stukje naar beneden om gelijk een bocht naar rechts te maken. In deze bocht is een ei te zien waar een jonge Rok uit lijkt te komen, waarna je door een mistwolk de liftheuvel opgaat en een sterrenhemel ziet ontstaan. Nadat de trein over het hoogste punt van 20 meter heen is, begint de afdaling van zo'n 19 meter met 65 km/uur. In de bochten zie je verschillende vogels oplichten. Na een helix kom je uit in een slangenbek waar de trein licht afremt voordat aan de tweede afdaling begonnen wordt. Deze afdaling is minder hoog en snel dan de eerste. Nogmaals zie je een sterrenhemel waarna je de 'diamanttunnel' ingaat, waar de trein even later fors remt. Als alle drie de treinen worden ingezet sta je hier even stil totdat de trein de opstaphal binnen kan rijden en je uitstapt om de attractie via een korte schemerige gang weer te verlaten.

## Afbeeldingen

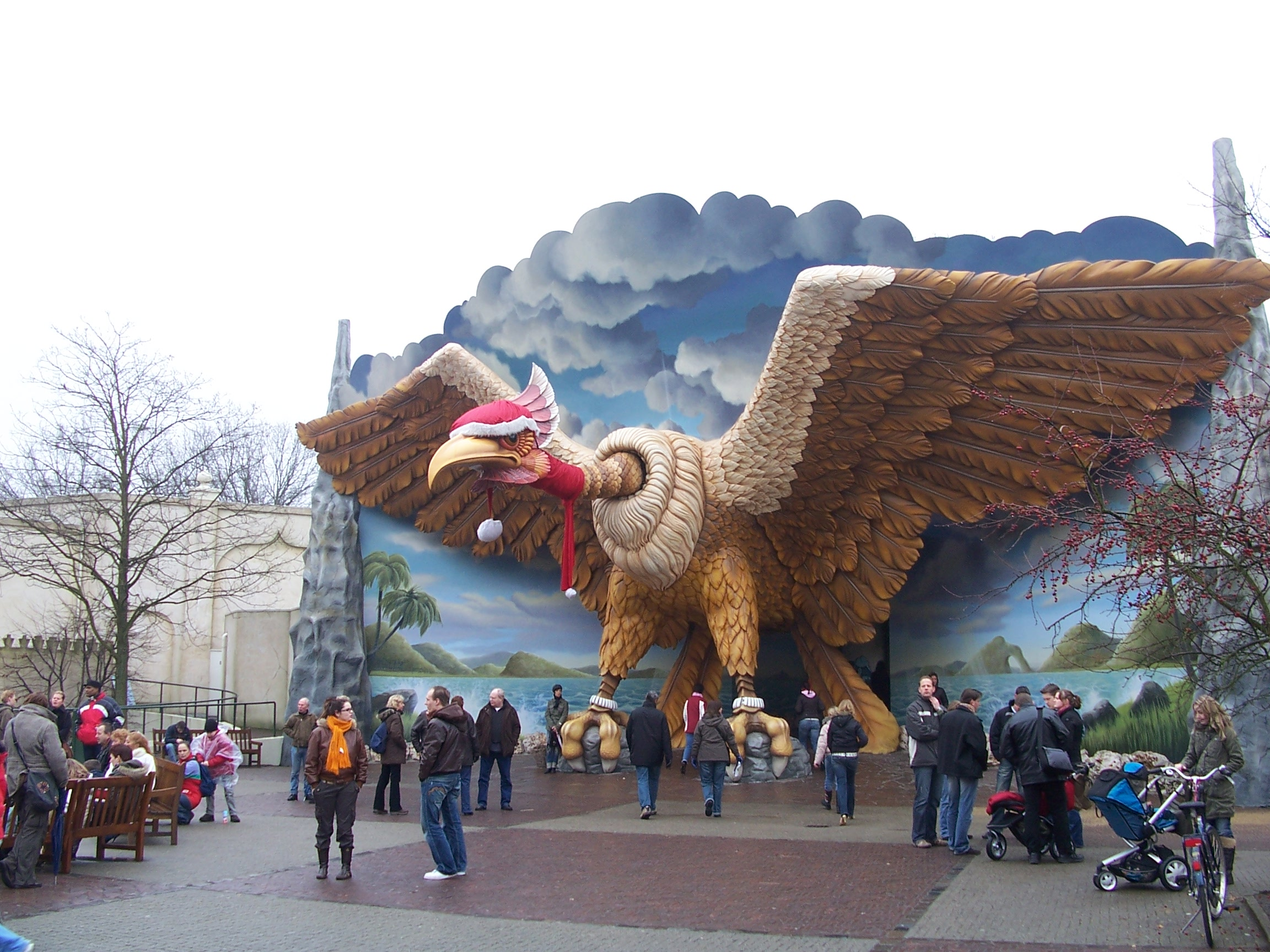
Exterieur tijdens de Winter Efteling.
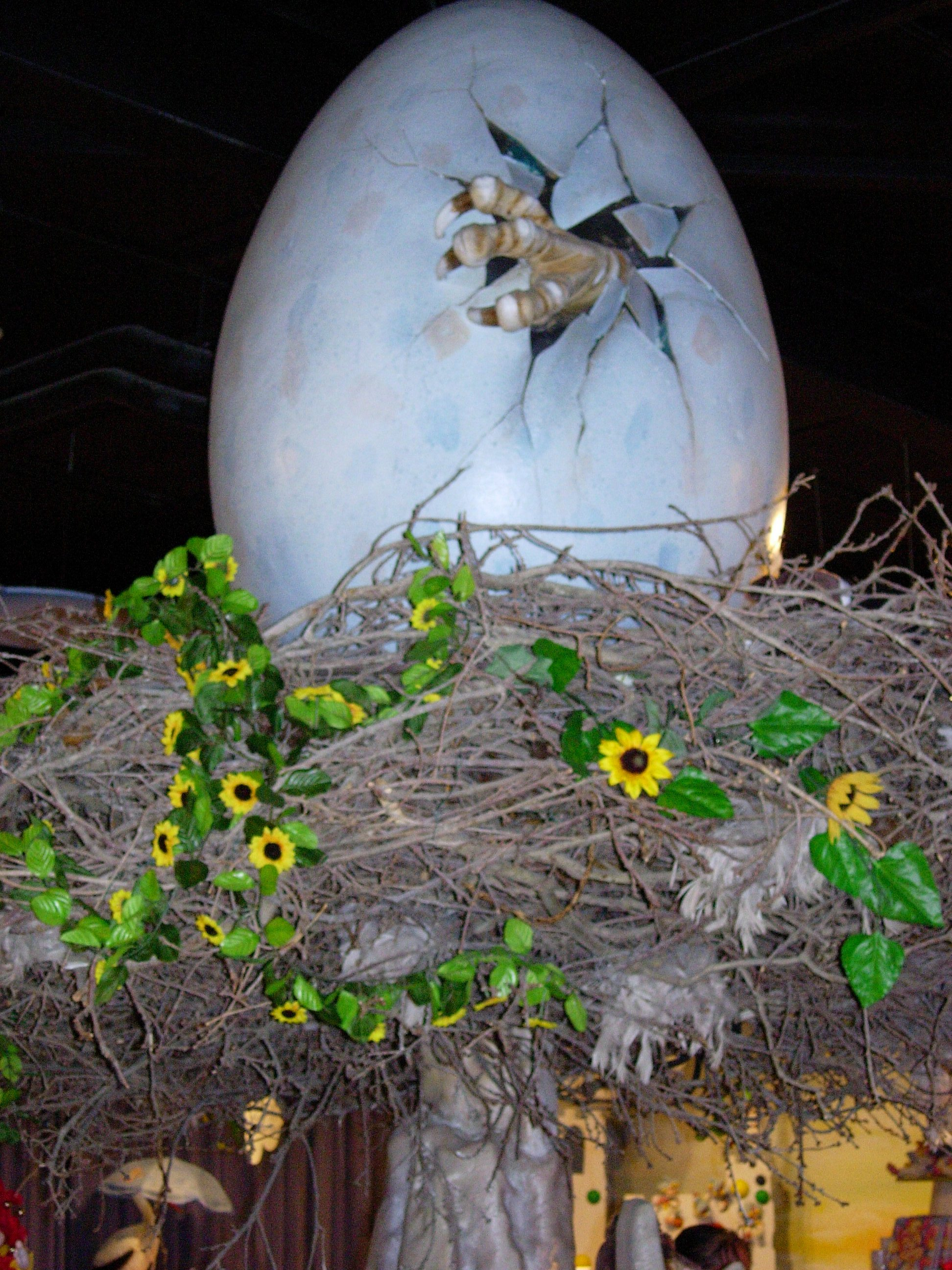
Het ei van Vogel Rok in de souvenirwinkel Het Valies. Dit ei staat sinds 2012 in de attractie zelf.
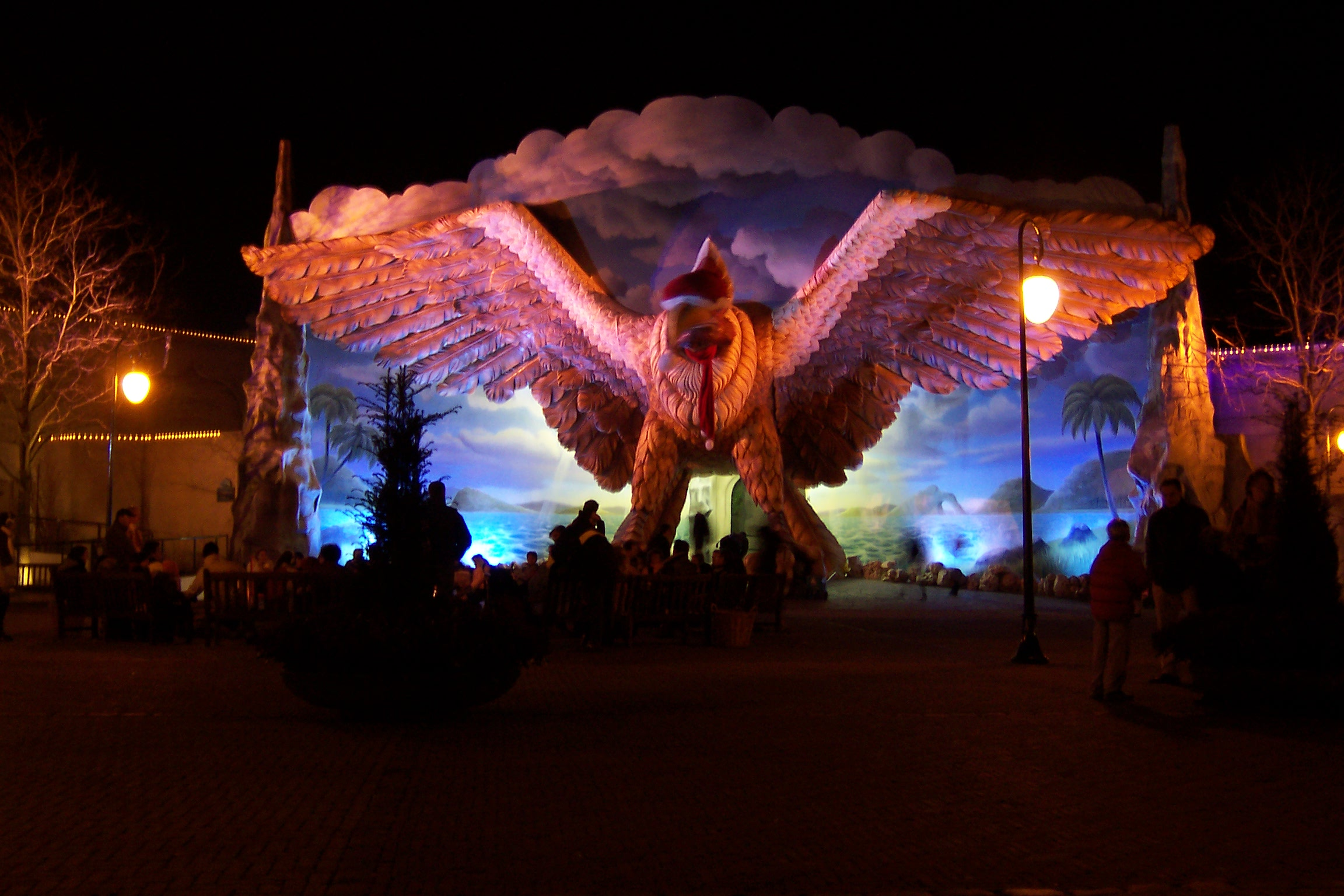
Het exterieur na zonsondergang.

Lijst van attracties in de Efteling · Lijst van sprookjes in de Efteling · Afbeeldingen